# Szwedzki Młyn
Szwedzki Młyn (Młyn Prochowy) – pozostałości średniowiecznego młyna zbożowego nad strumieniem Chojnówka, przy Drodze Chojnowskiej w Puszczy Bukowej pod Szczecinem.
Uroczysko Szwedzki Młyn położone jest na obszarze Szczecińskiego Parku Krajobrazowego „Puszcza Bukowa” w rezerwacie przyrody "Bukowe Zdroje".
Młyn zbudowany został w XIII w. Od 1274 jego właścicielami byli cystersi z Kołbacza. Podczas wojny trzydziestoletniej Szwedzi produkowali tu proch. Po zakończeniu działań wojennych młyn powrócił do swej pierwotnej funkcji, pełniąc ją aż do roku 1828, kiedy to nowym właścicielem został Friedrich Jaeckel. Poddał on młyn gruntownej przebudowie przystosowując go do produkcji papieru (wytwarzano tu m.in. worki papierowe dla cementowni "Stern" w pobliskich Zdrojach – wówczas niem. Finkenwalde).
W 1880 – nowy właściciel – Johannes Baumeister przekształcił młyn w gospodę turystyczną. Wkrótce stała się ona popularnym miejscem na trasie niedzielnych spacerów ówczesnych mieszkańców Szczecina. Po zakończeniu II wojny światowej obiekt nie został zagospodarowany i z czasem popadł w całkowitą ruinę.
Obecnie widoczne są tylko fragmenty przyziemia budynku przy Młyńskiej Górze, po zachodniej stronie Drogi Chojnowskiej oraz pozostałości po stawie młynarskim i zastawce spiętrzającej niegdyś wodę.

## Leśny cmentarz rodziny Jaeckel
100 m na południowy wschód od Szwedzkiego Młyna, na niewielkim wzniesieniu cmentarzyk rodziny Jaeckel, z XIX w, właścicieli młyna. Zachowała się leżąca kamienna płyta nagrobna kobiety, Friederike Jaeckel 1790-1871 (od południowego zachodu) oraz skromny pomnik upamiętniający poległego 15 czerwca 1918 we Francji, Ottona Jaeckel (po stronie północno-wschodniej), pomiędzy nimi wysoki, metalowy krzyż.

## Znakowane szlaki turystyczne
- Szlak przez Słupi Głaz im. Wojciecha Lipniackiego
- Szlak Woja Żelisława